# Javorový potok (přítok Randové)
Javorový potok je potok na horní Oravě, na území okresu Námestovo. Jde o pravostranný přítok Randové a měří 5 km a je tokem VII. řádu.

## Pramen
Pramení v Oravských Beskydech, v podcelku Pilsko, na severním svahu Súšavy (1 128,7 m n. m.) v nadmořské výšce přibližně 1 140 m n. m.

## Popis toku
Od pramene teče na jih, přičemž vytváří oblouk vypnutý k západu, zleva přibírá přítok z jižního svahu Súšavy a stáčí se jihovýchodním směrem. Následně vtéká do geomorfologického celku Podbeskydská brázda, z levé strany přibírá postupně několik přítoků, nejprve zpod Jedličníka (969 m n. m.), pak Vajdovský potok a dále začíná potok výrazně meandrovat. Následně přibírá levostranný Stranianský potok, z téže strany ještě krátký bezejmenný přítok, nakonec přibírá vedlejší rameno Randové a v blízkosti obce Mútne se v nadmořské výšce cca 765 m n. m. vlévá do hlavního koryta Randové.